# Shi Haiying
Shi Haiying (chiń. 石海英; ur. 16 kwietnia 1978) – chińska florecistka, brązowa medalistka mistrzostw świata.
Podczas mistrzostw świata w Seulu w 1999 roku Chinki w składzie: Xiao Aihua, Meng Jie, Yuan Li i Shi Haiying zdobyły brązowy medal w turnieju drużynowym. W rywalizacji indywidualnej zajęła tam 59. miejsce.
Nigdy nie wzięła udziału w igrzyskach olimpijskich.